# Sampali
Sampali is een bestuurslaag in het regentschap Deli Serdang van de provincie Noord-Sumatra, Indonesië. Sampali telt 27.838 inwoners (volkstelling 2010).